# Öhringer Blutstreifling
Der Öhringer Blutstreifling ist eine Apfelsorte. Die Sorte eignet sich sowohl als Tafelapfel als auch als Saft- oder Mostapfel. 2019 wurde die Sorte durch den Landesverband für Obstbau, Garten und Landschaft Baden-Württemberg  zur Streuobstsorte des Jahres ernannt.

## Beschreibung
Die Sorte entstand als Zufallssämling in Unterohrn bei Öhringen in Baden-Württemberg und wurde erstmals von F. Lucas beschrieben.
Der Baum wächst anfangs stark und benötigt einen kräftigen Erziehungsschnitt. Wenn der Baum in Ertrag kommt, lässt der Wuchs nach. Die hochgebaute kugelförmige Krone ist eher von mittlerer Größe. Die Erträge sind hoch und regelmäßig.
Die Früchte sind mittelgroß und abgeflacht. Die Schale ist glatt und wachsartig und in reifem Zustand von strohgelber Grundfarbe und sonnenseitig einem kräftigen Rot mit einzelnen dunkelroten Streifen. Das weißliche Fruchtfleisch ist fest und saftig mit einem süßen Geschmack und wenig Säure.